# Hans Gleichmar
Hans Gleichmar (* 14. August 1914 in Gräfenhain; † unbekannt) war ein deutscher Spielzeughersteller und Parlamentsabgeordneter der DDR-Blockpartei National-Demokratische Partei Deutschlands (NDPD).

## Leben
Gleichmar war der Sohn eines Lehrers. Nach dem Besuch der Oberrealschule trat er in den Dienst der Deutschen Post. Nach dem Ende des Zweiten Weltkrieges wurde er Spielzeughersteller. Er legte die Meisterprüfung ab und eröffnete einen selbstständigen Handwerksbetrieb.

## Politik
Gleichmar trat zum 1. Mai 1933 der NSDAP bei (Mitgliedsnummer 2.904.911). Nach dem Zweiten Weltkrieg wurde er 1949 Mitglied der in der Sowjetischen Besatzungszone neugegründeten NDPD und Vorsitzender des NDPD-Ortsverbandes Georgenthal. 1950 wurde er zum Bürgermeister von Georgenthal gewählt und übte diese Funktion bis 1953 aus. In der Wahlperiode von 1954 bis 1958 war er Mitglied der NDPD-Fraktion in der Volkskammer der DDR.
Ferner war er ab 1945 stellvertretender Vorsitzender der Handwerkskammer des Bezirks Erfurt.